# Albert Wyckmans
Albert Wyckmans (12 settembre 1897 – 20 giugno 1995) è stato un ciclista su strada belga.

## Palmarès

### Olimpiadi
- Bronzo a Anversa 1920 nella corsa a squadre.